# Cryptus spiralis
Cryptus spiralis là một loài tò vò trong họ Ichneumonidae.